# Vuohisaari (ö i Birkaland, Övre Birkaland)
Vuohisaari är en ö i Finland. Den ligger i sjön Elännejärvi och i kommunen Mänttä-Filpula i den ekonomiska regionen  Övre Birkalands ekonomiska region  och landskapet Birkaland, i den södra delen av landet, 210 km norr om huvudstaden Helsingfors. Öns area är 1,4 hektar och dess största längd är 220 meter i nord-sydlig riktning.